# خوان کاستلن لارناس
خوان کاستِلُن لارِناس (۱۸۴۳–۱۴ سپتامبر ۱۹۱۹) وکیل شیلیایی بود که به عنوان وزیر خارجهٔ شیلی (۱۸۸۹–۱۸۹۰، ۱۸۹۲) و وزیر دادگستری (۱۸۹۱) خدمت کرد. وی به عنوان سناتور در سالهای (۱۸۹۷–۱۸۹۱، ۱۵۱۵–۱۹۰۹) و نمایندهٔ مجلس در سالهای (۱۸۷۶–۱۸۷۹، ۱۸۸۲–۱۸۹۱، ۱۹۱۴–۱۹۱۵) نیز خدمت کرد.